# Досо-Виле (Бреша)
Досо-Виле је насеље у Италији у округу Бреша, региону Ломбардија.
Према процени из 2011. у насељу је живело 513 становника. Насеље се налази на надморској висини од 784 м.